# Bán đảo Kamchatka
Bán đảo Kamchatka (phiên âm tiếng Việt: Bán đảo Cam-sát-ca; tiếng Nga: полуо́стров Камча́тка, Poluostrov Kamchatka) là một bán đảo dài khoảng 1.250 km ở miền Viễn Đông nước Nga, với diện tích khoảng 472.300 km². Nó nằm giữa Thái Bình Dương (về phía đông) và biển Okhotsk (về phía tây). Ngoài khơi bán đảo này về phía Thái Bình Dương là rãnh Kuril-Kamchatka với độ sâu lớn nhất là 10.500 m.
Bán đảo Kamchatka, quần đảo Commander, đảo Karaginsky tạo thành vùng Kamchatka của Nga. Phần lớn trong số 322.079 cư dân là người Nga, và dân tộc thiểu số lớn nhất là người Koryak sinh sống ở quận tự trị Koryakia nằm ở phía bắc bán đảo với khoảng 13.000 người (2014).
Bán đảo Kamchatka nổi tiếng với 160 núi lửa, 19 trong số đó được UNESCO công nhận là Di sản thế giới. Bán đảo cũng là nơi nhận lượng mưa lên tới 2.700 mm (110 in) mỗi năm.

## Địa lý
Về địa lý, bán đảo là một phần của vùng Kamchatka. Điểm cực nam của bán đảo là mũi Lopatka. Trên bờ biển phía đông nam của bán đảo là vịnh Avacha và thủ phủ cũng là thành phố lớn nhất của vùng, Petropavlovsk-Kamchatsky. Về phía bắc, nhô ra Thái Bình Dương là bốn bán đảo Shipunsky Point, Kronotsky Point, Point Kamchatsky và Ozernoy Point. Phía bắc của Ozernoy là vịnh Karaginsky cùng với đảo Karaginsky nằm trong đó. Xa về phía đông bắc của vịnh Karaginsky là vịnh Korfa với thị trấn TIlyichiki. Nằm ở phía đối diện là vịnh Shelikhov, là một phần của Biển Okhotsk.
Dãy Kamchatka hay Sredinny tạo thành xương sống của bán đảo. Dọc theo bờ biển phía đông nam là dãy Vostochny. Giữa hai dãy này là thung lũng trung tâm. Sông Kamchatka ở phía tây bắc của Avachinsky chảy về phía bắc xuống thung lũng trung tâm, chuyển hướng sang phía đông gần Klyuchi, Kamchatka để đổ vào Thái Bình Dương ở phía nam Kamchatsky Point tại Ust-Kamchatsk. Trong thế kỷ XIX, một đường mòn gần Klychi, qua các ngọn núi tới sông Tegil và thị trấn đó là trung tâm thương mại chính trên bờ biển phía tây. Bắc của Tegil là Koryak Okrug. Phía nam của Tegil là sông Icha. Ngay phía nam thượng nguồn của sông Kamchatka, con đường sông Bistraya phía tây nam dẫn vào biển Okhotsk ở Bolsheretsk, đã từng phục vụ như là một con đường nối bán đảo tới biển Okhotsk. Phía nam của Bistraya là sông Golygina.
Trong thời kỳ Chiến tranh Lạnh, Liên Xô đã thử nghiệm tầm xa và độ chính xác các loại tên lửa của mình bằng cách phóng chúng từ các khu vực tiêu chuẩn và sử dụng bán đảo Kamchatka như là khu vực của các mục tiêu.
Đầu tháng 8 năm 2005, tàu ngầm cứu hộ AS-28 cấp Priz của Hải quân Nga đã bị mắc nạn gần Kamchatka và chìm xuống đáy biển, Nga đã phải yêu cầu sự hỗ trợ quốc tế để cứu thủy thủ đoàn.